# Fiodor Abramov
Pour les articles homonymes, voir Abramov.
Œuvres principales
Frères et Sœurs (1958)
Chronique de Pékachino (1973)
Fiodor Aleksandrovitch Abramov (en russe : Фёдор Алекса́ндрович Абра́мов, né le 29 février 1920 – mort le 14 mai 1983) est un écrivain et critique littéraire soviétique et russe. Son œuvre décrit les conditions de vie difficiles de la classe paysanne soviétique, ce qui l'a amené, notamment, à être réprimandé par les autorités soviétiques.

## Biographie
Abramov nait et grandit dans un environnement paysan. Il étudie à l'université d'État de Leningrad, mais met de côté ses études pour s'engager comme soldat lors de la Seconde Guerre mondiale. Il est servant d'une mitrailleuse, puis, après une blessure, est engagé dans l'infanterie. Au printemps 1943, le département de contre-espionnage de l'armée soviétique SMERSH commence à s'intéresser à lui à cause de ses compétences en langues étrangères, l'allemand et le polonais. Il y devient enquêteur le 17 avril 1943. Il est décoré de l'Ordre de la Guerre patriotique, de la Médaille pour la Défense de Léningrad et Médaille pour la victoire sur l'Allemagne. En 1945, il rejoint les rangs du parti communiste.
En 1951, il termine ses études à la Faculté de philologie de l'université de Saint-Pétersbourg et commence à enseigner à l'université jusqu'en 1960. À ce moment, il quitte l'enseignement pour devenir écrivain à plein temps.
Son essai Lyudi kolkhoznoy derevni v poslevoyennoy (1954), qui critique la glorification de la vie dans les villages communistes soviétiques, est dénoncé par l'Union des écrivains soviétiques et le Comité central. Dans un autre essai subséquent, Abramov milite pour l'abolition de la loi interdisant l'obtention d'un passeport interne pour les paysans. Il prône également d'accorder de plus grandes parts des profits qu'ils générèrent aux paysans. Cet essai amène son renvoi de l'équipe éditoriale du journal Neva.
En 1958, il écrit son premier roman, Bratya i syostri (Frères et sœurs), qui décrit la vie difficile des villageois du nord lors de la Seconde Guerre mondiale. Abramov écrit deux suites au roman : Dve zimy i tri leta (Deux hivers et trois étés, 1968) et Puti-pereputya (Chemins et carrefours, 1973). Son quatrième roman est intitulé Dom (La Maison, 1978).
Il reçoit pour sa trilogie Priasliny (Пряслины) le prix d'État de l'URSS en 1975. On lui décerne l'Ordre de Lénine en 1980.
Abramov commence un cinquième roman, Chistaya kniga, mais ne pourra pas l'achever avant sa mort en mai 1983. Il est enterré au cimetière de son village natal, sur la rive droite de la rivière Pinega.
L'astéroïde (3409) Abramov, découvert en 1977 par l'astronome soviétique Nikolaï Tchernykh, est nommé en son honneur.

## Œuvres

### Romans
- Frères et Sœurs (Bratya i syostri) (1958).
- Deux hivers et trois étés (Dve zimy i tri leta) (1968).
- Puti-pereputya (1973)

- traduit en français sous le titre Chronique de Pékachino par Monique Slodzian, Paris, Albin Michel, coll. « Les grandes traductions », 1975, 323 p.  (ISBN 2-226-00156-5)
- Dom (1978).
- Chistaya kniga, incomplet

### Essai
- Vokrug da okolo (1963)

- traduit en français sous le titre Autour et alentour par Françoise Godet, Lausanne, Suisse, Éditions L’Âge d’Homme, coll. « Chroniques slaves », 1987, 97 p. (BNF 34926037)